# تیمچه روباز (مشکی)
تیمچه روباز (مشکی) مربوط به اوایل دوره قاجار است و در شهرضا، راسته بازار مرکزی، کنار سرای شاه منصوری واقع شده و این اثر در تاریخ ۲۳ شهریور ۱۳۸۲ با شمارهٔ ثبت ۱۰۲۴۰ به‌عنوان یکی از آثار ملی ایران به ثبت رسیده است.